# Bero (död 1278)
Bero (Björn), död 8 mars 1278, var en svensk präst, domprost i Uppsala.

## Biografi
Bero blev domprost i Uppsala församling 1231 och avled 1278. Bero testamenterade till instiftande av en vicarius vid Uppsala domkyrka sitt fädernegods Gränberga, Billinge, "Berboschoug" och en kvarn i Flogsta, och till vicarius förbättring 30 mark silver. Bero testamenterade även 800 mark silver till Uppsala domkyrka, 30 mark silver till S:t Maria i Östra Aros och sin stora bibel i två band med evangelierna och psaltaren till Gamla Uppsala kyrka.